# Janine Partzsch
Janine Partzsch (* 2. Februar 1982) ist eine ehemalige deutsche Fußballspielerin.

## Karriere
Partzsch begann in der Frauenfußballabteilung des SV Fortuna Dresden-Rähnitz mit dem Fußballspielen, ehe sie – dem Jugendalter entwachsen – 2000 zu Tennis Borussia Berlin in die drittklassige Regionalliga Nordost wechselte. Nach drei Spielzeiten wechselte sie zum Bundesligisten FC Bayern München, für den sie in vier Spielzeiten 45 Punktspiele bestritt und ein Tor erzielte.
Ihr Debüt gab sie am 23. November 2003 (8. Spieltag) bei der 2:3-Niederlage im Auswärtsspiel gegen den FSV Frankfurt mit Einwechslung für Dagmar Urbancová in der 62. Minute. Nachdem sie in der Folgesaison 13 Punktspiele bestritten hatte, kam sie in der Saison 2005/06 zu 16 Punktspielen, in der ihr auch das einzige Bundesligator gelang; am 20. Oktober 2005 (8. Spieltag) beim 3:0-Auswärtserfolg gegen den FSV Frankfurt. Sie blieb dem Verein eine weitere Saison erhalten, kam allerdings zu keinem Punktspieleinsatz, woraufhin sie in die Schweiz wechselte. Sie absolvierte zwei Spielzeiten beim FC Thun Berner Oberland und eine in der Frauenfußballabteilung des BSC Young Boys sowie zum Karriereende hin zwei in der Frauenfußballabteilung des Grasshopper Club Zürich.